# NGC 186
NGC 186 este o galaxie lenticulară situată în constelația Peștii. A fost descoperită în 6 decembrie 1850 de către Bindon Stoney. De asemenea, a fost observată încă o dată în 23 septembrie 1862 de către Heinrich Louis d'Arrest.